# Seliște, Arad
Seliște este un sat în comuna Petriș din județul Arad, Crișana, România.

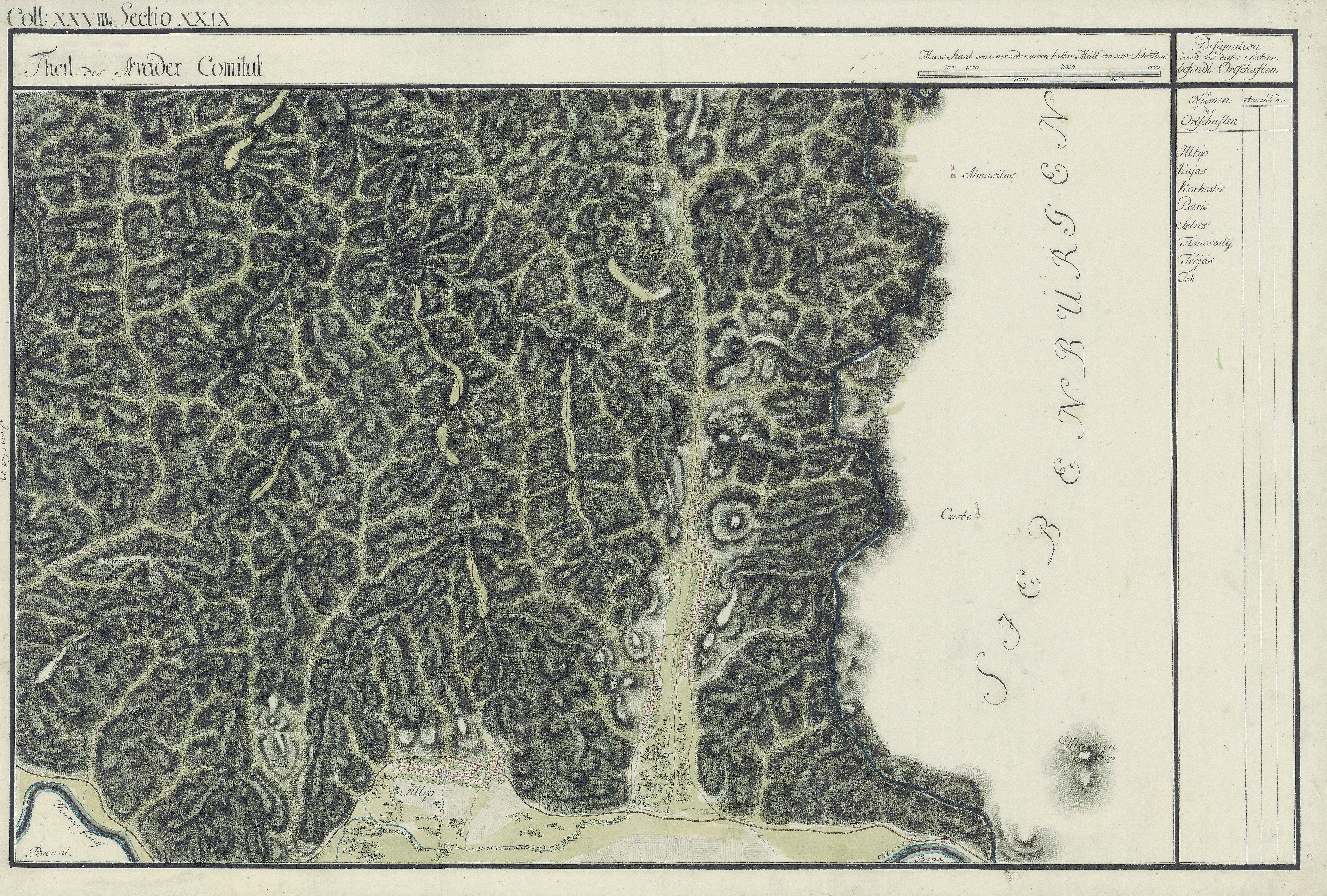
Seliște în Harta Iosefină a Comitatului Arad

### Personalități locale
- Sabin Drăgoi (1894– 1968), compozitor și folclorist.

## Vezi și
- Biserica de lemn din Seliște, România